# Romanogobio
A Romanogobio a sugarasúszójú halak (Actinopterygii) osztályának pontyalakúak (Cypriniformes) rendjébe, ezen belül a pontyfélék (Cyprinidae) családjába tartozó nem.

## Rendszerezés
A nembe az alábbi 18 faj tartozik:
- halványfoltú küllő (Romanogobio albipinnatus) (Lukasch, 1933)
- Romanogobio amplexilabris (Banarescu & Nalbant, 1973)
- †Romanogobio antipai (Banarescu, 1953)
- Romanogobio banaticus (Banarescu, 1960)
- Romanogobio belingi (Slastenenko, 1934)
- Romanogobio benacensis (Pollini, 1816)
- Romanogobio ciscaucasicus (Berg, 1932)
- Romanogobio elimeius (Kattoulas, Stephanidis & Economidis, 1973)
- Romanogobio johntreadwelli (Banarescu & Nalbant, 1973)
- homoki küllő (Romanogobio kesslerii) (Dybowski, 1862) - típusfaj
- Romanogobio macropterus (Kamensky, 1901)
- Romanogobio parvus Naseka & Freyhof, 2004
- Romanogobio pentatrichus Naseka & Bogutskaya, 1998
- Romanogobio persus (Günther, 1899)
- Romanogobio tanaiticus Naseka, 2001
- Romanogobio tenuicorpus (Mori, 1934)
- felpillantó küllő (Romanogobio uranoscopus) (Agassiz, 1828)
- Romanogobio vladykovi (Fang, 1943)